# مرايا القطع المكافئ

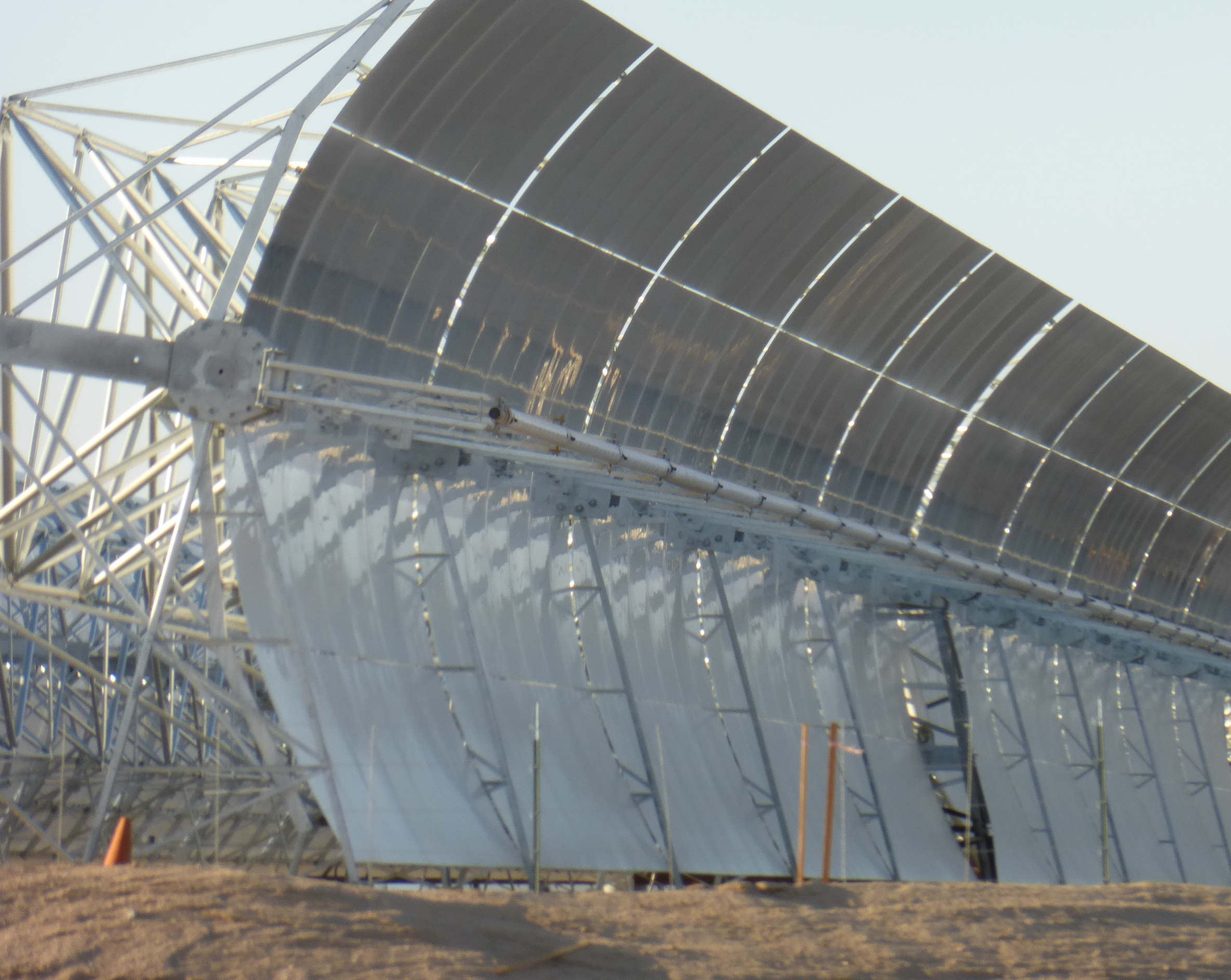
مرايا قطع مكافئ في محطة بالقرب من بحيرة هاربر، كاليفورنيا

مرايا القطع المكافئ هي نوع من المجمعات الحرارية الشمسية التي تستقيم في أحد محورها ومثنية في المحورين الآخرين على شكل قطع مكافئ، وعلى امتدادها مرآة معدنية مطلية. تسقط أشعة الشمس على المرآة موازية لمستوى تماثلها، وتتركز على خطها البؤري حيث يتم وضع ما يراد تسخينه. في الطباخ الشمسي على سبيل المثال، يتم وضع الطعام المراد تسخينه في بؤرة مرايا القطع المكافئ، ويتم توجيه المرايا بحيث تكون الشمس في مستوى تماثلها.
وللأغراض الأخرى، يتم وضع أنبوب في بؤرة المرايا ويتمد بطولها ويسري خلاله مائع. تتركز أشعة الشمس على الأنبوب ما يعمل على رفع درجة حرارة المائع بداخله بواسطة الطاقة الموجودة في أشعة الشمس. ويمكن ضخ المائع الساخن إلى محرك حراري يستخدم الطاقة الحرارية لتشغيل معدّة أو لتوليد طاقة كهربائية. ويعد هذا النوع هو الأكثر شيوعًا لمرايا القطع المكافئ.
حيث يستخدم المائع الذي تم تسخينه في المرايا في تسخين البخار لإدارة مولد توربيني، تتراوح الكفاءة الحرارية بين 60 و80%. وتصل الكفاءة الكلية من المجمّع إلى الشبكة (طاقة الخرج الكهربائية)/(الطاقة الشمسية الكلية الساقطة) إلى 15%, وهو مماثل للخلايا الكهروضوئية ولكن أقل من مُركّزات ستيرلينغ الشمسية. وتحتاج محطات الطاقة الشمسية ذات النطاق الواسع إلى طريقة لتخزين الطاقة، مثل خزان المنحدر الحراري، والذي يستخدم خليط من رمل السليكا صخور والكوارتز لتشغل مكان جزء كبير من الحجم في الخزان، ثم يملأ بالمائع الناقل للحرارة، عادة ملح منصهر.
وفقًا لعام 2014، ضمّت قائمة أكبر محطات الطاقة الشمسية المستخدمة لمرايا القطع المكافئ محطات أنظمة إنتاج الكهرباء من الطاقة الشمسية سعة 354 ميجاوات في كاليفورنيا، ومحطة سولانا بسعة 280 ميجاوات بالولايات المتحدة، ومشروع جينيسس للطاقة الشمسية بسعة 250 ميجاوات بالولايات المتحدة، ومحطة سولابن للطاقة الشمسية في أسبانيا بسعة 200 ميجاوات.

## الفعالية

رسم لمزرعة قنوات قطع مكافئ (الأعلى)، وفي الأسفل شكل لكيفية تركيز الملتقط الشمسي الأشعة نحو نقطة المحرق.

توجه القناة عادة نحو محور الشمالي-الجنوبي وتدار لتلاحق الشمس وهي تتحرك برحلتها اليومية في السماء. ويمكن توجيه القناة نحو المحور الشرقي-الغربي ولكن هذا يقلل من فعالية التقاط الأشعة الكلية بسبب نقص بجيب التمام لكن بهذا الشكل تحتاج القناة إلى التوجيه عبر الفصول فقط، وتجنب وضع محركات للتعقب. تعطي طريقة التعقب هذه فعالية نظرية في اعتدالان الخريفي والربيعي وبضبط غير دقيق لتركيز الضوء في الأوقات الأخرى من السنة. تختلف الحركة اليومية للشمس في السماء خصوصا في الشروق والغروب وبشكل أقل في وقت الظهر. بسبب مصدر هذه الاختلافات اليومية، القنوات التي تضبط فصليا عادة ماتكون مصممة بأقل إنتاج مقبول ومستمر.
المفهوم الهندسي لقناة القطع المكافئ بسيط، لكن التركيز الحقيقي هو حوالي ثلث من التركيز النظري الأقصى بنفس الزواية المضبوطة، وهذا يسمح ببعض التسامح مع كل أنواع الأخطاء في النظام. يحقق التركيز النظري بشكل أفضل مع مركزات دقيقة تعتمد على تصاميم تستخدم البصريات غير التصويرية (بالإنجليزية: Nonimaging optics)‏ ومن الممكن أن تضاعف التركيز لقنوات القطع المكافئ وتستخدم لتحسين التصاميم العملية أخرى مثل المستقبلات المثبة.
يوضع سائل النقل الحراري (أو زيت الحراري) خلال أنبوب لامتصاص أشعة الشمس المركزة. وهذا يزيد حرارة السائل حتى درجة 400 تقريبا. وبعد ذلك يستخدم السائل لتسخين البخار في مولد عنفي تقليدي. تترواح فعالية تسخين الأنبوب بين 60-80% أما الفعالية الكلية من الملتقط إلى الشبكة هي 15% تقريبا مقارنة مع نظام الكهرضوئي (الخلايا الكهرضوئية) ولكن أقل من تصميم المركزات الطبقية مع محرك ستيرلينغ.